# Protestos contra reforma judicial em Israel
Os protestos contra a reforma judicial em Israel tiveram início após a divulgação dos detalhes da proposta de reforma do sistema judiciário em 2023. A medida foi classificada pelos opositores como uma “revolução jurídica” e, por muitos manifestantes, até mesmo como um “golpe de regime”. Os principais focos de mobilização foram a Praça HaBima [es] e a Rua Kaplan [en] (próxima ao Centro Azrieli), em Tel Aviv; a Residência Oficial do Presidente e a Knesset, em Jerusalém; e a Praça Horev [he], em Haifa. A partir de fevereiro de 2023, protestos passaram a ocorrer em dezenas de outras localidades, reunindo centenas de milhares de participantes.
Embora a motivação central tenha sido a oposição ao plano apresentado pelo ministro da Justiça, Yariv Levin, as manifestações também expressaram resistência a outras iniciativas do governo, como o fechamento da Corporação Israelita de Radiodifusão Pública (visto por críticos como uma tentativa de controle estatal da mídia), a ampliação da influência religiosa nas políticasState religion [en] públicas, e a limitação de direitos da comunidade LGBT, como o casamento civil e a adoção.
Em resposta às manifestações, em 1.º de março de 2023, Yair Netanyahu [en], filho do primeiro-ministro Benjamin Netanyahu, escreveu em redes sociais que os protestantes seriam “terroristas”. Os líderes do movimento exigiram a abertura de uma investigação judicial contra ele, sob acusação de incitação. Pouco depois, Yair apagou a publicação. Em 4 de março, o deputado do Likud Hanoch Milwidsky [en] declarou que os manifestantes não eram terroristas, acrescentando que tal afirmação não era condizente com a postura esperada do filho de um primeiro-ministro. Uma das participantes das manifestações, Inbal Orpaz, chegou a registrar uma queixa formal contra Yair Netanyahu.
Em 5 de março de 2023, pilotos da companhia aérea El Al se recusaram a transportar Netanyahu e sua esposa em viagem oficial para Roma. A ministra dos Transportes [en],  Miri Regev, foi repreendida pela direção do Likud após declarar que buscaria companhias alternativas para realizar o voo. O diretor-executivo da El Al, Dina Ben-Tal [he], confirmou que o voo de Netanyahu ocorreria conforme o cronograma. Naquele mesmo dia, Netanyahu se referiu aos opositores como “extremistas” em duas ocasiões durante uma reunião de governo, corrigindo-se na terceira ao afirmar que se referia aos líderes das manifestações.
Em 23 de março de 2023, durante um debate televisionado no Canal 13, o ex-comandante da Polícia de Israel, Avi Davidovich, trocou insultos com o consultor estratégico Goel Vaknin, chegando a utilizar palavrões em hebraico e russo. No dia seguinte, o juiz Mario Klein, nascido no Brasil, recusou-se a liberar um detido que participara das manifestações e afirmou em sua decisão que o Estado de Israel enfrentava “ideologias islâmicas e nazistas” representadas, em sua visão, por parte dos manifestantes.

## Antecedentes
Desde 2018, Israel vivia sucessivas crises políticas, com repetidas eleições antecipadas após fracassos na formação de coalizões. A eleição de 2021 conseguiu formar um governo, mas este ruiu em junho de 2022, quando perdeu a maioria mínima. Nas eleições de novembro do mesmo ano, a coalizão liderada por Yair Lapid foi derrotada pela aliança de direita encabeçada por Benjamin Netanyahu, que reassumiu como primeiro-ministro em 29 de dezembro de 2022.
Em 4 de janeiro de 2023, o recém-empossado ministro da Justiça, Yariv Levin, apresentou um plano de reforma que limitava os poderes da Suprema Corte, reduzia a autonomia dos assessores jurídicos do governo e conferia à coalizão da Knesset maioria no comitê de nomeação de juízes. Logo após o anúncio, movimentos como o *Omdim Beyachad* convocaram manifestações para o dia 7 de janeiro em Tel Aviv. Quando Benjamin Netanyahu anunciou em 27 de março de 2023 uma suspensão temporária da tramitação da reforma, grupos favoráveis às mudanças também passaram a organizar protestos, reunindo dezenas de milhares de pessoas em apoio ao governo.

## Protestos

### O cerco a Sara Netanyahu

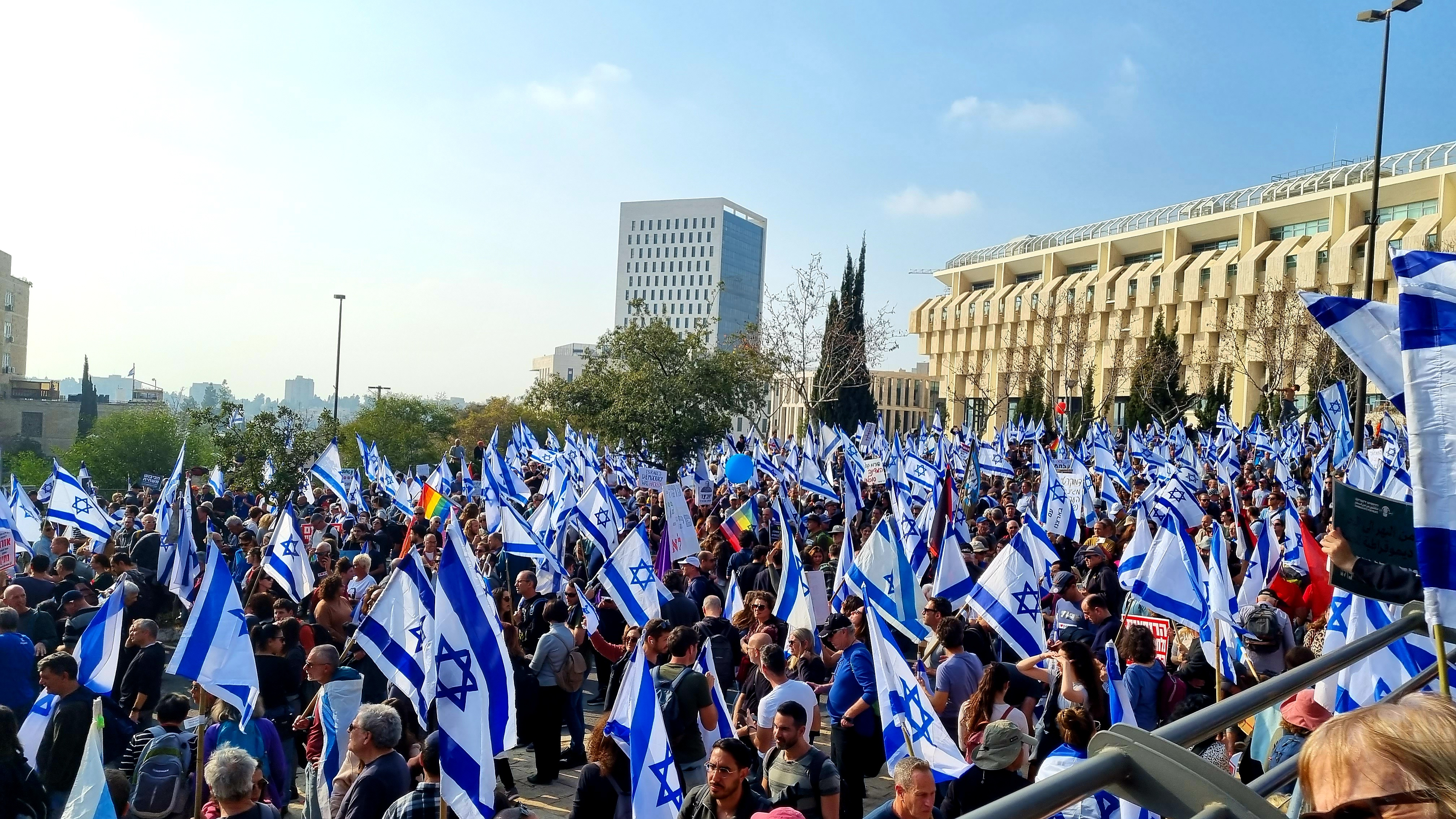
Uma manifestação contra o 37º governo perto do knesset, Jerusalém, 20 de fevereiro de 2023.

Em 1.º de março de 2023, os opositores da reforma legal organizaram um “Dia Nacional da Disrupção” que incluiu manifestações em todo o país.
No final do dia de protestos, milhares de pessoas foram à Praça Hamedina [en] em Tel Aviv e se manifestaram em frente à barbearia “Moshe VeLilosh”, onde a esposa do primeiro-ministro, Sara Netanyahu, cortava o cabelo em simultâneo. Durante três horas, milhares de pessoas se manifestaram em frente à barbearia. A polícia envia centenas de policiais da polícia de fronteiras ao local, que ficaram entre os manifestantes e a barbearia.
Uri Misgav [he], um jornalista do “Haaretz”, escreveu que a barbearia tinha uma saída nos fundos, mas Sara Netanyahu não saiu por essa saída.
Quando Sara Netanyahu precisava cortar o cabelo, o barbeiro a procurava na casa do primeiro-ministro. No dia da Disrupção Nacional, Sara Netanyahu optou por cortar o cabelo na Praça Hamedina, em Tel Aviv, e depois disse à mídia que poderia ter terminado em assassinato. No final, ela saiu da barbearia com escolta policial a cavalo.
Yair Nethanyahu disse que não sabia se sua mãe estava viva ou morta. Benjamin Netanyahu disse que o cerco estava cruzando as linhas vermelhas.

### O protesto dos pilotos reservas
Em 5 de março de 2023, 37 dos 40 pilotos reservas de caça do Esquadrão 69 [en] anunciaram que não iriam ao treinamento, em protesto contra a revolução legal. Os pilotos anunciaram que participariam das atividades operacionais.
O comandante da Aeronáutica  Tomer Bar, informou chefe do Estado-Maior [en]  Herzi Halevi, que alertou Netanyahu e o ministro da defesa, Yoav Galant, sobre prejudicar a capacidade das FDI de travar uma guerra. Os ex-comandantes da Aeronáutica, Alufs (generais) na reserva, enviaram uma carta contundente a Netanyahu e Gallant, na qual manifestavam preocupação com a revolução jurídica promovida pelo governo. O ministro da informação [en], Galit Distel-Atbaryan [en], chamou os pilotos de "uma queda de fracos". O ministro das comunicações [en] Shlomo Karhi [en] disse aos pilotos: “Nós vamos lidar sem você. Vá para o inferno”. Como resultado, manifestantes reservistas foram a sua casa com cartazes: “Cuidado, Munição não detonada”. Karhi disse: "Respeito aos patriotas que continuarão protegendo as crianças do envelope de Gaza mesmo que não gostem da política do governo". Tami Arad, esposa do navegador aéreo militar [es] desaparecido Ron Arad [en], respondeu a Karhi que Arad era do Esquadrão 69 e foi ao inferno para proteger o estado de Israel, mas Karhi mal se alistou no exército. Gallant disse sobre Karhi: “Aqueles que atacam soldados das FDI não têm lugar no sistema público”. Depois, os pilotos mudaram de ideia e compareceram ao serviço reserva.
Em 27 de março de 2023, um técnico de aeronaves da Força Aérea Israelense disse ao apresentador Erel Segal na rádio “103 fm” (“Radio Lelo Hafsaka” (hebraico), rádio sem pausa) que não chegará à reserva em 2 de abril de 2023, afirmou que sem ele, um milhão de pilotos não podem operar um avião e afirmou que eles não têm sangue azul.
Yuval Diskin [en], O ex-chefe do Shabak, sugeriu um plano para resolver a crise: A retirada de Netanyahu de toda atividade política em troca de anistia, a cessação da legislação para mudar o sistema legal, um governo de unidade nacional sem Netanyahu e o estabelecimento de uma constituição para Israel.

### Liquidação de conflito de interesses
Netanyahu foi acusado nos casos 1000, 2000 e 4000. Como resultado, uma petição foi apresentada ao Supremo Tribunal contra a continuidade do mandato de Netanyahu como primeiro-ministro enquanto as acusações contra ele está pendentes. Em audiência perante 11 juízes da Suprema Corte, foi estabelecido um acordo de conflito de interesses, que vincula Netanyahu, e com base nesse acordo foi acordado que Netanyahu continuaria em seu cargo de primeiro-ministro. O acordo afirma que Netanyahu não fará nomeações no sistema de aplicação da lei e não interferirá na legislação para mudar o método de seleção de juízes em Israel.

## Yoav Galant

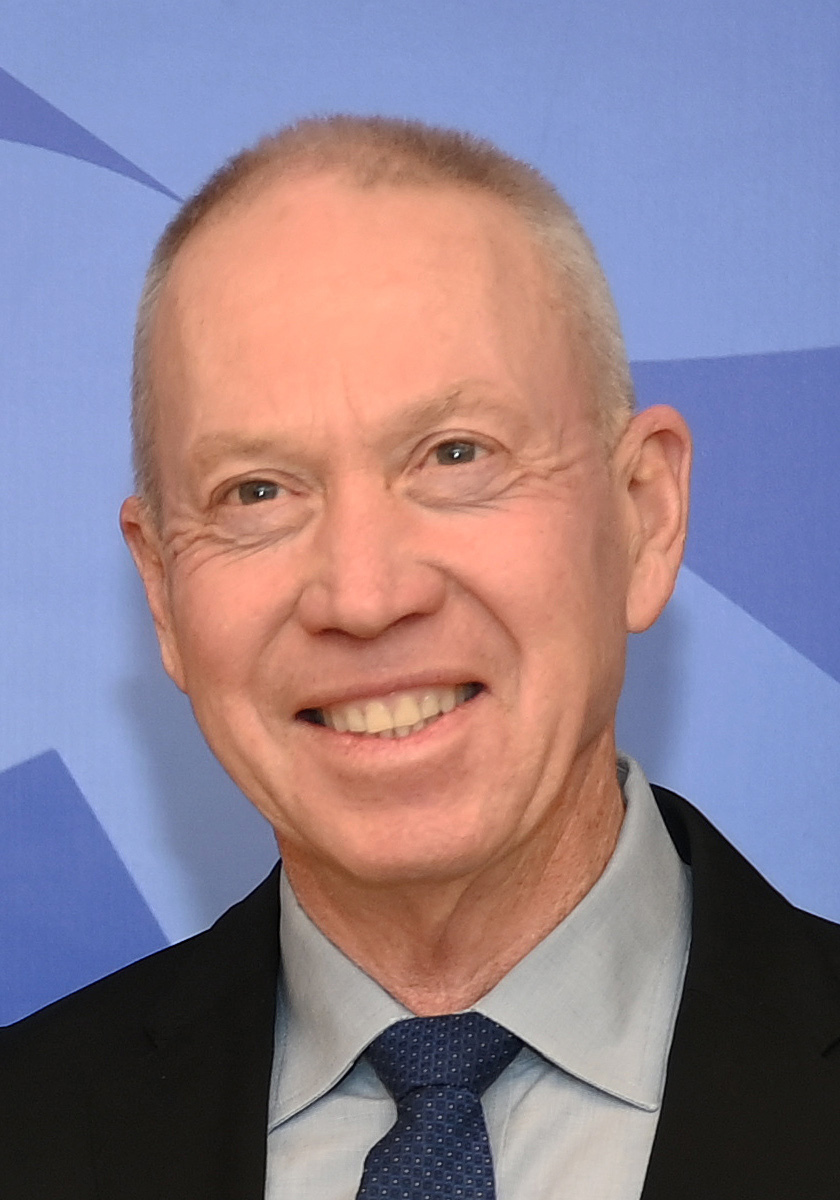
Yoav Galant em janeiro de 2023

Em 5 de março de 2023, Gallant recusou-se a atender telefonemas do ministro da segurança nacional [en], Itamar Ben-Gvir, alegando que Ben-Gvir estava vazando [es] o conteúdo das conversas. A resposta de Ben-Gvir foi: “É uma perda de tempo, não há ninguém com quem conversar do outro lado”. Em 7 de março de 2023, quarenta ex-policiais seniores se reuniram e pediram a demissão de Ben-Gvir, por falta de compreensão de seu papel. Eles também anunciaram que participarão com os aposentados da polícia no protesto em Tel Aviv contra a reforma legal à noite de sábado.
Em 25 de março de 2023, Gallant disse que a legislação deveria ser interrompida. Os membros do Knesset David Bitan, Yuli Edelstein, Avi Dichter e Eli Dellal, todos do Likud, juntaram-se a ele. Em reação, Ben-Gvir disse que Netanyahu deveria demitir Gallant.
Em 26 de março de 2023, Netanyahu demitiu Gallant, alegando que Gallant não impediu a recusa dos reservistas em servir nas FDI. Em resposta, dezenas de milhares de manifestantes saíram naquele dia às 22h, bloquearam as pistas de Ayalon em Tel Aviv e fogueiras foram acesas na estrada até às 4h.
Em 27 de março de 2023, Arnon Bar-David [en], presidente da Histadrut, entrou em greve no estado de Israel. Naquele dia, às 20h, Netanyahu falou sobre o julgamento de Salomão, afirmou que os manifestantes estavam destruindo a nação e anunciou o atraso da legislação. Em resposta ao discurso, Bar David encerrou a greve. Benny Gantz e Yair Lapid, da oposição, disseram que concordariam em discutir a legislação na Casa do Presidente. A Casa Branca disse que parabeniza a suspensão da legislação. Em 28 de março de 2023, o presidente Joe Biden disse que Israel não pode continuar nesse caminho e que não convidará Netanyahu tão cedo.